# Tramwaj wodny w Szczecinie
Tramwaj wodny w Szczecinie – sezonowy system system transportu wodnego działający w Szczecinie od 28 czerwca 2025 r. Tramwaj kursuje w okresie wakacji letnich w każdą sobotę i niedzielę. 
W przeszłości szczeciński tramwaj wodny kursował w latach 1960–1963 (pod nazwą hydrobus) i 2017–2021.

## Historia

### 1960–1963

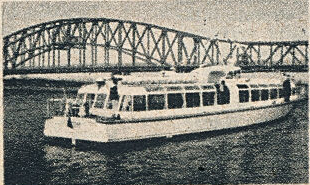
Zdjęcie „Margitki” z 1960 roku

Początki historii tramwaju wodnego w Szczecinie sięgają zimy 1958 r., kiedy z inicjatywy ówczesnego dyrektora MZK Szczecin Zygmunta Klonka polska delegacja udała się do Węgierskiej Republiki Ludowej w celu zapoznania się z ofertą sprzedaży dwóch statków. Ostatecznie z uwagi na specyfikę polskich warunków eksploatacji podjęto decyzję o zamówieniu dwóch fabrycznie nowych statków. Ich dostawa miała miejsce w maju 1960 r. drogą lądową do Gliwic, a następnie Odrą do Szczecina. Z powodu braku zgody Żeglugi Szczecińskiej na wykorzystanie dworca morskiego, przystań zlokalizowano na nabrzeżu w sąsiedztwie mostu Długiego. Infrastrukturę przystani stanowiły trzy stare wagony tramwajowe, które przebudowano odpowiednio na kasę biletową, poczekalnię i bar. Tramwaj wodny cieszył się w Szczecinie dużym zainteresowaniem. 18 lipca 1963 r. Miejska Rada Narodowa podjęła jednak decyzję o likwidacji systemu i przekazaniu statków Żegludze Szczecińskiej. Powodem miała być chęć likwidacji konkurencji między MZK a przedsiębiorstwami zajmującymi się żeglugą na Odrze.

### 2017–2021
15 lipca 2017 r. reaktywowano tramwaj wodny w Szczecinie z wykorzystaniem zbudowanego w szczecińskiej stoczni jachtowej katamaranu „Enterprise”, na sezonowej trasie okrężnej z przystani przy Bulwarze Piastowskim wokół Wyspy Grodzkiej. Po raz ostatni rejsy odbyły się w 2021 r.

### Od 2025
W marcu 2025 z inicjatywy starosty polickiego Shivana Fate podjęto prace zmierzające do wznowienia kursowania tramwaju wodnego na nowej trasie ze Szczecina przez Nowe Warpno do Świnoujścia. 13 maja 2025 r. ogłoszono przetarg na obsługę linii. Przetarg wygrała firma Secco Janusz Just. Podpisanie umowy między przedstawicielami zwycięzcy przetargu a samorządami nastąpiło 17 czerwca 2025 r., a uruchomienie tramwaju wodnego 28 czerwca tego samego roku. Sezonową linię obsługuje statek Queen of Szczecin (dawniej Peene Queen).

## Linie
Pierwszy system obejmował dwie linie zwykłe (Most Długi – Stocznia Parnica/Centrala CPN oraz Most Długi – Elewator Ewa) a także sezonowe linie turystyczne: do brzegów Regalicy na wysokości Jeziora Szmaragdowego, Dąbia, Lubczyny, na Wielką Kępę (do Plaży Mieleńskiej) i Inoujścia oraz linię kursującą po szczecińskim porcie. Od 28 czerwca 2025 r. rejsy są prowadzone na trasie Szczecin – Nowe Warpno – Świnoujście.

## Flota
Flotę w latach 1960–1963 stanowiły dwa statki o nazwach „Juliszka” i „Margitka”.
| Nazwa      | Opis | Zdjęcie |
| ---------- | --- | ------- |
| „Margitka” | Pierwszy z zakupionych statków. Na początku 1963 r. pierwotne białe malowanie zmieniono na biało-niebiesko-pomarańczowe. Zmieniono je z powrotem na białe w kwietniu 1963 r. Na początku lat 70. XX wieku wycofany z eksploatacji. W 1971 r. wymagający remontu statek odkupiło od Żeglugi Szczecińskiej miasto Kruszwica wraz z lokalnym oddziałem PTTK. Po przeprowadzeniu napraw statek przemianowano na „Rusałka” i wykorzystywano do przewożenia turystów po jeziorze Gopło. Pozostawał w eksploatacji jeszcze w 2021 r. |         |
| „Juliszka” | Drugi z zakupionych statków. Na początku lat 70. XX wieku wycofany z ruchu, dalsze losy nie są znane. |         |